# ستار تربين
ستار تربين (Star Tribune) أكبر صحف ولاية مينيسوتا. نشأت باسم منيابولس تربين في عام 1867 وصحيفة منيابولس ديلي ستار المنافسة في عام 1920. اتفقت الصحيفتيان خلال ثلاثينيات وأربعينيات القرن العشرين، فأصبحت صحيفة تربين تنشر صباحاً وصحيفة ذا ستار تنشر مساءاً. اندمجتا في عام 1982، وأنشأتا صحيفة ستار آند تربين، وأعيد تسميتها إلى ستار تربين في عام 1987. وبعد فترة مضطربة بيعت فيها الصحيفة وأعيد بيعها وتقدمت بطلب للحماية من الإفلاس في عام 2009، تم شراؤها من قبل رجل الأعمال المحلي غلن تايلور. في عام 2014.
ستار تربين هي سادس أكبر صحيفة في الولايات المتحدة من حيث التوزيع. تخدم مدينة منيابولس ويتم توزيعها في جميع أنحاء منطقة منيابولس سانت بول الحضرية وولاية مينيسوتا وأعالي الغرب الأوسط. تحتوي عادةً على مزيج من الأخبار الوطنية والدولية والمحلية والرياضة والأعمال وأسلوب الحياة. حاز صحفيون من ستار تربين والصحف السابقة لها بسبع جوائز بوليتزر.
1. 1 2  Star Tribune Media Company. "Our Heritage" (بالإنجليزية). Star Tribune Media Company. Retrieved 2024-02-27.{{استشهاد ويب}}:  صيانة الاستشهاد: أسماء عددية: قائمة المؤلفين (link) صيانة الاستشهاد: لغة غير مدعومة (link)
2. 1 2 3 4 5  وصلة مرجع: http://www.usnpl.com/addr/aaddressresult.php?id=1640.
3. 1 2 3 4 5  "صحف.كوم". اطلع عليه بتاريخ 2020-10-05.
4. 1 2 3  مذكور في: بوابة الرقم الدولي الموحد للدوريات. الرَّقم التَّسلسليُّ المِعياريُّ الدَّوليُّ (ISSN): 0895-2825. الناشر: ISSN International Centre. لغة العمل أو لغة الاسم: الإنجليزية.
5. ↑  "MNA Newspaper Directory" (بالإنجليزية). Minnesota Newspaper Association. Retrieved 2023-07-01.{{استشهاد ويب}}:  صيانة الاستشهاد: لغة غير مدعومة (link)